# Mundur wyjściowy Wojsk Lądowych

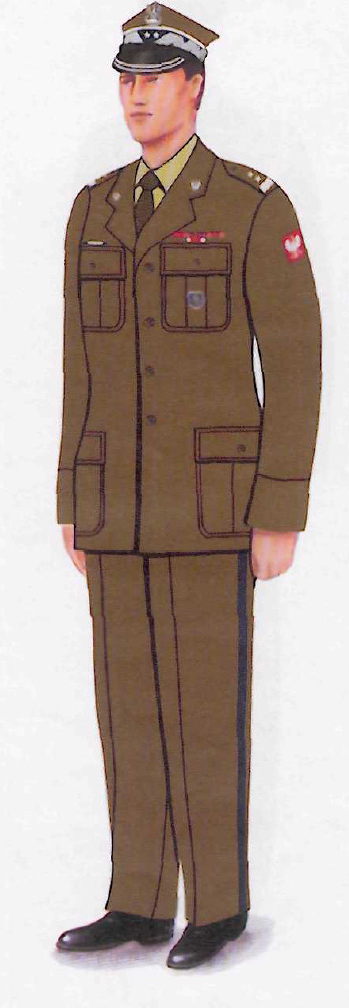
Ubiór wyjściowy generała Wojsk Lądowych z czapką rogatywką

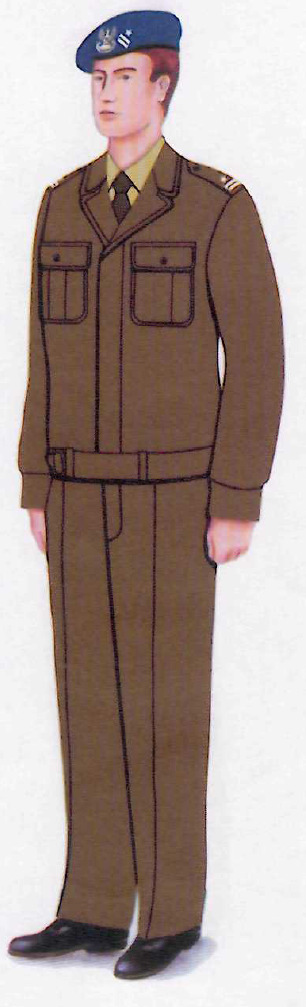
Ubiór wyjściowy żołnierza Wojsk Lądowych z bluzą olimpijką i beretem

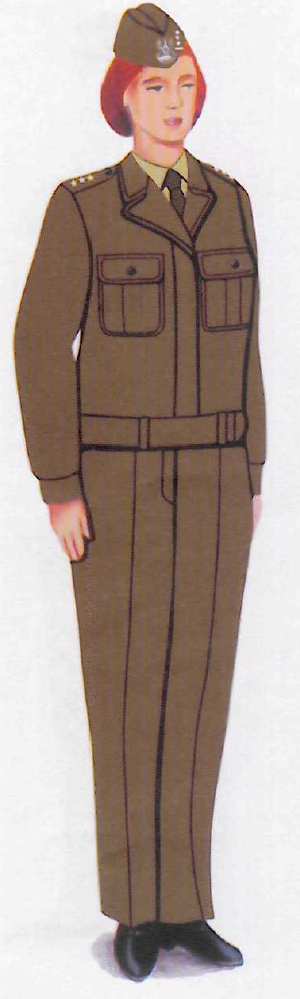
Ubiór wyjściowy żołnierza Wojsk Lądowych kobiety z bluzą olimpijką i furażerką

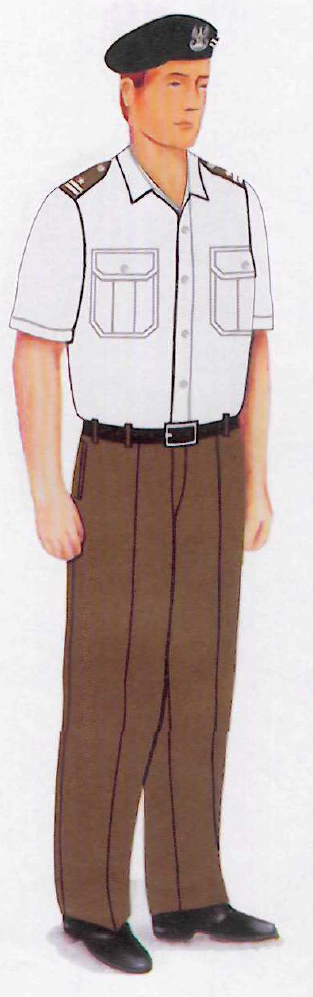
Ubiór wyjściowy żołnierza Wojsk Lądowych z koszulo-bluzą z krótkimi rękawami koloru białego i beretem

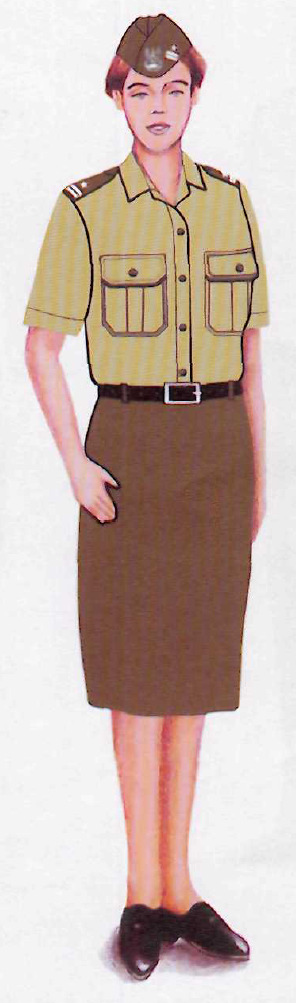
Ubiór wyjściowy żołnierza Wojsk Lądowych kobiety z koszulo-bluzą z krótkimi rękawami koloru khaki, spódnicą i furażerką

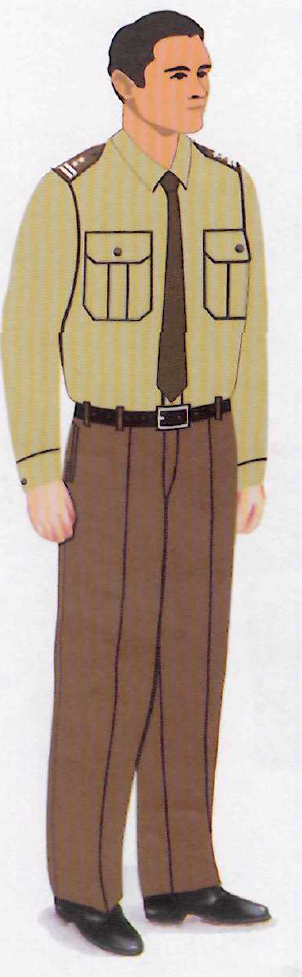
Ubiór wyjściowy żołnierza Wojsk Lądowych z koszulo-bluzą z długimi rękawami koloru khaki

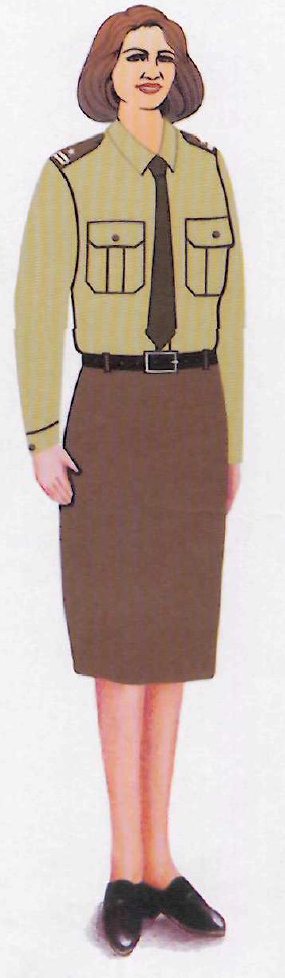
Ubiór wyjściowy żołnierza Wojsk Lądowych kobiety z koszulo-bluzą z długimi rękawami koloru khaki

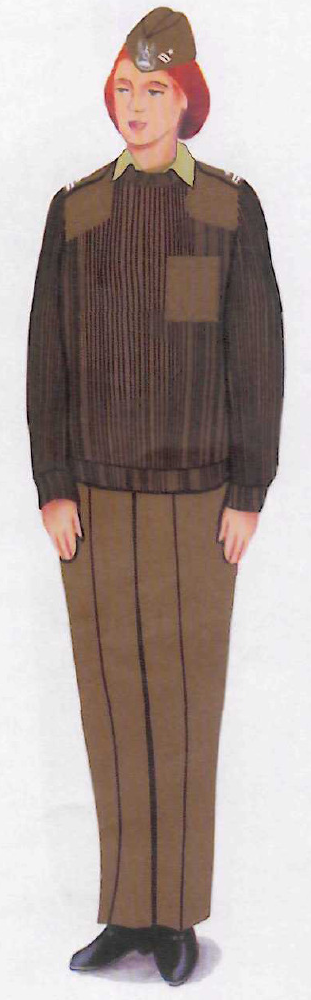
Ubiór wyjściowy żołnierza Wojsk Lądowych kobiety ze swetrem oficerskim i furażerką

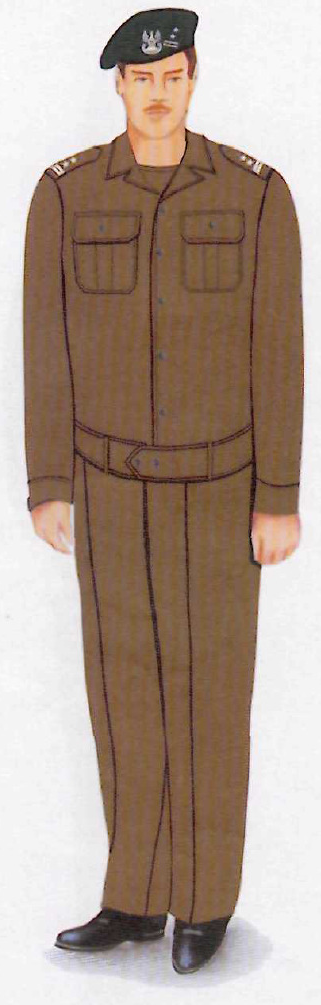
Ubiór wyjściowy żołnierza Wojsk Lądowych z wiatrówką oficerską i beretem

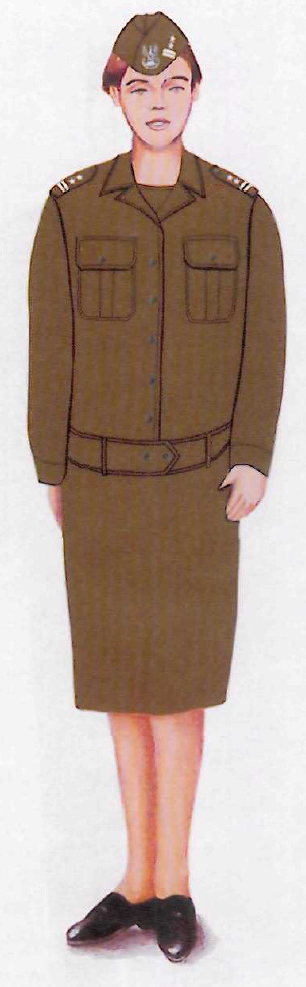
Ubiór wyjściowy żołnierza Wojsk Lądowych kobiety z wiatrówką oficerską, spódnicą i furażerką

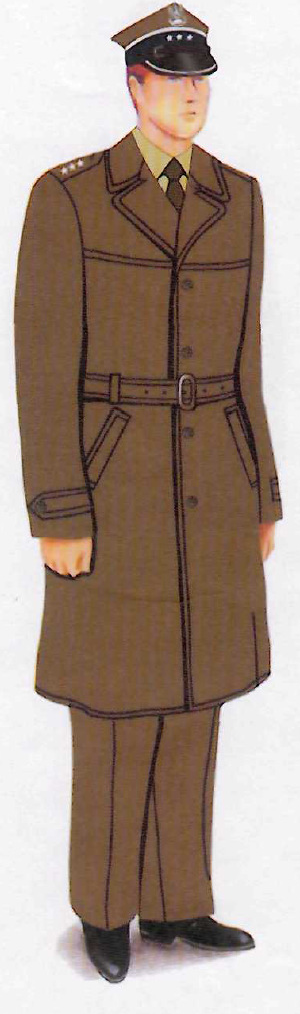
Ubiór wyjściowy żołnierza Wojsk Lądowych z płaszczem letnim i rogatywką

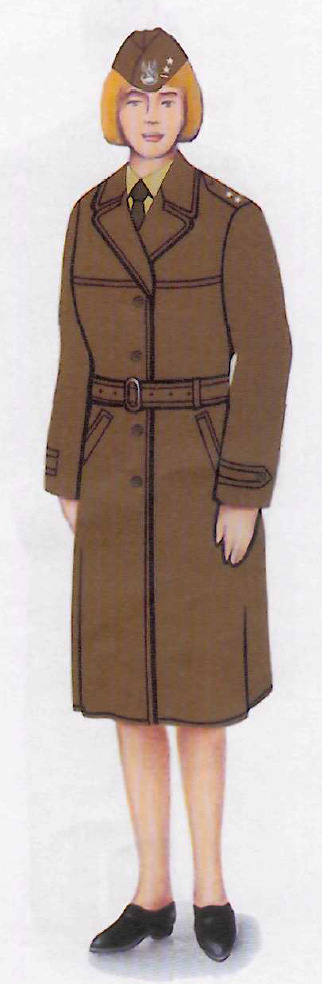
Ubiór wyjściowy żołnierza Wojsk Lądowych kobiety z płaszczem letnim, spódnicą i furażerką

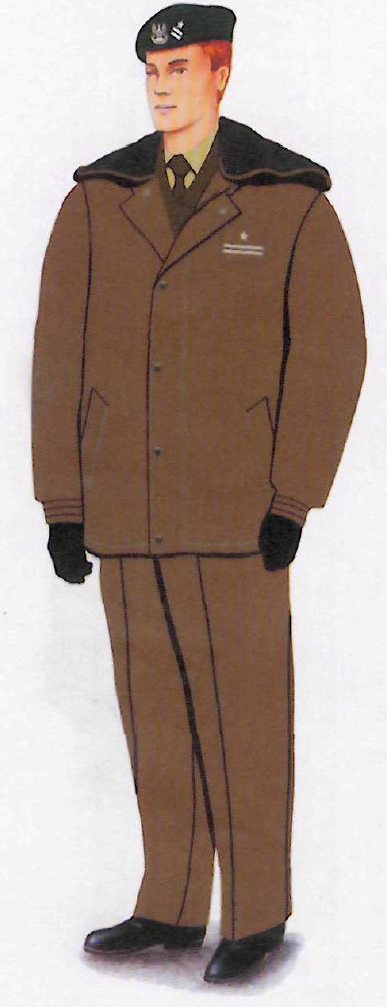
Ubiór wyjściowy żołnierza Wojsk Lądowych z kurtką wyjściową i beretem

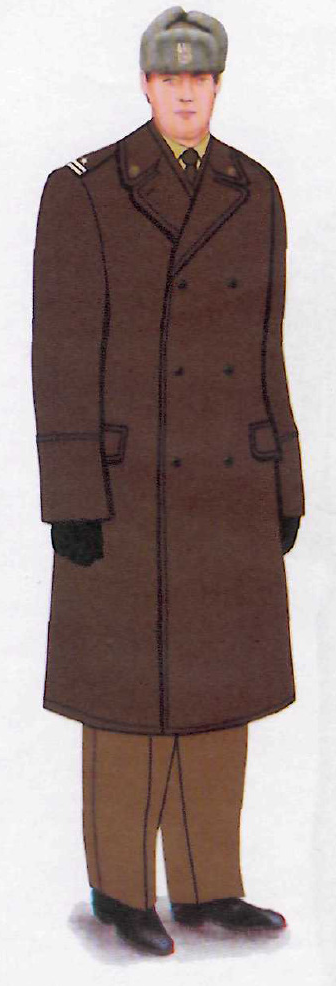
Ubiór wyjściowy żołnierza Wojsk Lądowych z płaszczem sukiennym i czapką futrzaną

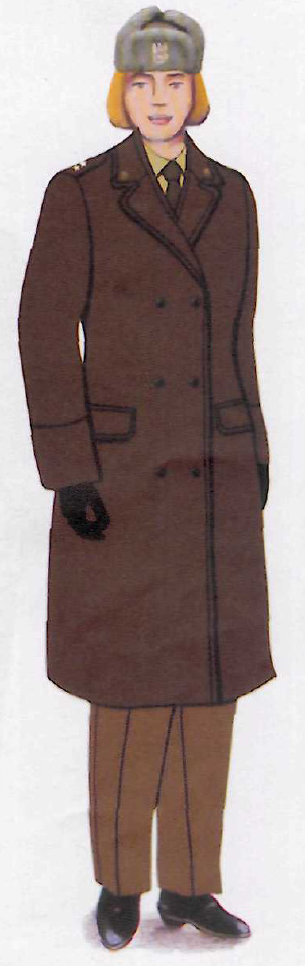
Ubiór wyjściowy żołnierza Wojsk Lądowych kobiety z płaszczem sukiennym i czapką futrzaną

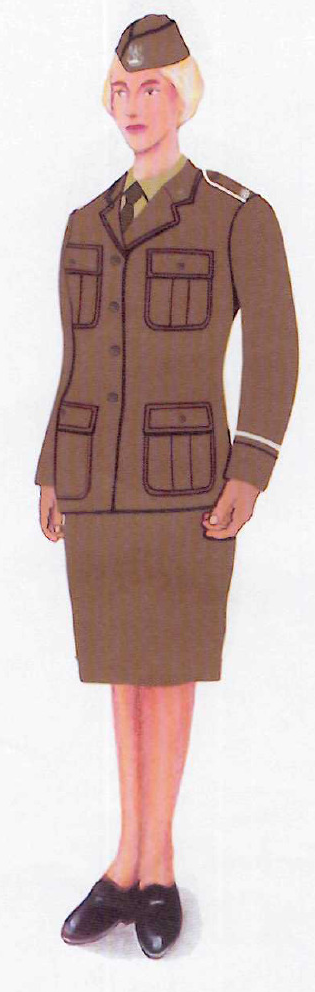
Ubiór wyjściowy podchorążego Wojsk Lądowych kobiety z furażerką i spódnicą

Mundur wyjściowy Wojsk Lądowych – zbiór umundurowania wyjściowego obowiązujący aktualnie w Wojskach Lądowych Sił Zbrojnych RP.
Ubiór wyjściowy noszony jest: podczas uroczystych wystąpień indywidualnych i zbiorowych oraz podczas wykonywania zadań służbowych na terenie garnizonu i wyjazdów służbowych, jeżeli z ich charakteru nie wynika konieczność występowania w innym ubiorze. W pozostałych przypadkach regulamin dozwala noszenie bluzy olimpijki, koszulo-bluzy, swetra oficerskiego lub wiatrówki.
Umundurowanie wyjściowe składa się z wielu sortów mundurowych. Wyróżniamy w sumie 10 zestawów przeznaczonych dla mężczyzn (5 na lato i 5 na zimę). Oraz 12 dla kobiet (6 letnich i 6 zimowych).

## Elementy umundurowania wyjściowego

### Nakrycia głowy
Beret w kolorze przewidzianym dla danego typu wojsk. Na berecie umieszcza się znak orła wojskowego Wojsk Lądowych wykonany zazwyczaj metodą termonadruku na tkaninie zasadniczej w barwie beretów oraz oznakę stopnia wykonaną w takim sam sposób.
Rogatywka koloru khaki występuje w czterech wersjach. Wersja dla żołnierzy szeregowych i podoficerów młodszych wzorowana jest na przedwojennych rogatywkach garnizonowych. Wersja dla chorążych i młodszych oficerów posiada powyżej otoku obszycie z jednego srebrnego galonu, natomiast wersja dla oficerów starszych - z dwóch galonów. Rogatywka generalska posiada na otoku obszycie w formie wężyka generalskiego. Ponadto wersje dla oficerów starszych i generałów obszyte są krzyżującym się srebrnym galonem na denku. Kolor otoku wyróżnia rodzaj wojska. Ponadto na otoku umieszcza się stopień wojskowy. Na wszystkich rogatywkach umieszczony jest metalowy znak orła Wojsk Lądowych.
Czapka futrzana jest wojskową wersją uszanki. Przeznaczona jest na okres zimowy. Wyróżniamy dwa rodzaje czapek futrzanych: zwykłą oraz oficerską. Różnica polega na innym kolorze „futerka”. Na czapce futrzanej umieszcza się metalowy znak orła Wojsk Lądowych
Furażerka w kolorze khaki stanowi wyjściowe nakrycie głowy żołnierzy-kobiet. Umieszczony jest na niej orzeł wykonany techniką termonadruku na tkaninie khaki oraz oznaka stopnia wykonana w takim sam sposób.

### Koszule
Koszula oficerska koloru białego i Koszula oficerska koloru khaki zapinane są na 7 guzików. Koszule posiadają długi rękaw z mankietem zapinanym na guzik lub spinkę. Szwy barkowe skierowane są nieco ku przodowi. Dół koszuli zaokrąglony.
Koszulo-bluza z krótkimi rękawami koloru białego i Koszulo-bluza oficerska z krótkimi rękawami koloru khaki zapinane są z przodu na 7 guzików. Na szwach barkowych skierowanych w przód umieszczono dwa guziki pozwalające na zamocowanie naramienników z oznaczeniem stopnia. Z przodu u góry naszyte dwie kieszenie zapinane na guzik.
Koszulo-bluza oficerska z długimi rękawami koloru białego i Koszulo-bluza oficerska z długimi rękawami koloru khaki mają podobną konstrukcję do koszulo-bluzy z krótkimi rękawami. Zasadniczą różnicą są długie rękawy zakończone mankietami zapinanymi na guziki.
Koszula oficerska damska koloru białego i Koszula oficerska damska koloru khaki zapinane są na 7 guzików na damską stronę. Koszule posiadają długi rękaw z mankietem zapinanym na guzik lub spinkę. Szwy barkowe skierowane są nieco ku przodowi. Dół koszuli zaokrąglony. Krój koszuli dopasowany jest do kobiecej sylwetki.
Koszulo-bluza oficerska damska z krótkimi rękawami koloru białego i Koszulo-bluza oficerska damska z krótkimi rękawami koloru khaki zapinane są z przodu na 7 guzików na damską stronę. Na szwach barkowych skierowanych w przód umieszczono dwa guziki pozwalające na zamocowanie naramienników z oznaczeniem stopnia. Z przodu u góry naszyte dwie kieszenie zapinane na guzik. Krój koszulo-bluzy dopasowany jest do kobiecej sylwetki.
Koszulo-bluza oficerska damska z długimi rękawami koloru białego i Koszulo-bluza oficerska damska z długimi rękawami koloru khaki mają podobną konstrukcję do koszulo-bluzy z krótkimi rękawami. Zasadniczą różnicą są długie rękawy zakończone mankietami zapinanymi na guziki. Krój koszulo-bluzy dopasowany jest do kobiecej sylwetki.

### Bluzy i spodnie
Kurtka i spodnie munduru wyjściowego wykonane są z garbaryny mundurowej w kolorze khaki. Kurtka jednorzędowa z wykładanym kołnierzem i wyłogami, zapinana na cztery guziki. Z przodu umieszczono cztery kieszenie. Kurtka ponadto posiada naramienniki. Na guzikach umieszczono znak orła Wojsk Lądowych. Spodnie długie, bez mankietów zwężane ku dołowi.
Kurtka i spodnie munduru wyjściowego letniego wykonane są z tropiku mundurowego w kolorze khaki. Krój taki jak przy umundurowaniu wyjściowym zwykłym.
Kurtka i spodnie munduru wyjściowego damskiego (ze spódnicą) wykonane są z garbaryny mundurowej w kolorze khaki. Krój umundurowania dopasowany jest do damskiej figury. Kurtka jednorzędowa z wykładanym kołnierzem i wyłogami, zapinana na cztery guziki na damską stronę. Z przodu umieszczono cztery kieszenie. Kurtka ponadto posiada naramienniki. Na guzikach umieszczono znak orła Wojsk Lądowych. Spodnie długie, bez mankietów zwężane ku dołowi. Długość spódnicy - do kolan. Z boku umieszczono zamek błyskawiczny.
Kurtka i spodnie munduru letniego damskiego (ze spódnicą) wykonane są z tropiku mundurowego w kolorze khaki. Krój taki jak przy umundurowaniu wyjściowym damskim.
Bluza olimpijka wykonana jest z garbaryny mundurowej w kolorze khaki. Zapinana jest na pięć krytych guzików, kołnierz i wyłogi wykładane. Z przodu umieszczono dwie kieszenie. Na szwach barkowych umieszczono naramienniki zapinane na guzik. Do dołu doszyty pasek, zapinany na klamrę. Występuje też wersja dla kobiet o kroju bardziej dopasowanym do kobiecej sylwetki.
Sweter oficerski wykonany jest z dzianiny wełnianej w kolorze khaki. Posiada wzmocnienia na rękawach i łokciach oraz naramienniki.

### Nakrycia wierzchnie
Wiatrówka oficerska wykonana jest z tropiku wiatrówkowego w kolorze khaki. Wiatrówka jest jednorzędowa z naramiennikami, zapinana na guziki (niekryte), posiada kołnierz wykładany. Na wysokości piersi naszyte są dwie kieszenie zapinane na guzik. Dół wiatrówki wykończono paskiem podobnym jak w olimpijce.
Płaszcz sukienny wykonany jest z tkaniny płaszczowej w kolorze khaki. Jest to płaszcz dwurzędowy zapinany z przodu na trzy guziki z godłem. Płaszcz po bokach posiada dwie kieszenie oraz jedną wewnętrzną w podszewce Płaszcz jest poszerzony na ramionach i w pasie wcięty. Naramienniki umieszczono na ramionach nieco ku przodowi. W tali wszyty pasek zapinany na dziurki i dwa guziki mundurowe z orłem. Płaszcz ocieplony jest watoliną. Opracowano też wersję płaszcza przeznaczoną dla kobiet.
Płaszcz letni wykonany jest z tkaniny w kolorze khaki. Zapinany jest na cztery duże guziki. Posiada dwie kieszenie skośne oraz pasek zapinany na klamrę z bolcem. Na szwach barkowych umieszczono naramienniki. Płaszcz ocieplony podpinką mocowaną do płaszcza guzikami. Ponadto istnieje wersja dla kobiet-żołnierzy o kroju bardziej dopasowanym do kobiecej sylwetki.
Kurtka wyjściowa z podpinką (popularnie Szu-szu) wykonana jest z tkaniny PES w kolorze khaki. Kurtka posiada wszyty na stałe ocieplacz w kolorze zielonym. Dół ściągnięty jest na bokach taśmą gumową. Do podkroju szyi wszyty jest kaptur. Podpinka z kołnierzem futrzanym dopinana jest do kurtki zamkiem błyskawicznym.
Kurtka wiatrówka to lekka kurtka przeciwdeszczowa wykonana z poliestru w kolorze khaki.

### Akcesoria
Krawat w kolorze khaki.
Szalik letni i Szalik zimowy wykonane są z tkaniny w kolorze khaki.
Rękawiczki oficerskie letnie i Rękawiczki oficerskie zimowe wykonane są ze skóry naturalnej (cielęcej) w kolorze czarnym.
Skarpetki – koloru czarnego.
Pasek skórzany oficerski wykonany z czarnej, naturalnej skóry.
Pończochy lub rajstopy w kolorze cielistym lub beżowym. Przeznaczone wyłącznie dla żołnierzy-kobiet.
Pochewka w kolorze czarnym z oznaką stopnia wojskowego przeznaczona jest dla żołnierzy 11 Dywizji Kawalerii Pancernej. Nakładana jest na lewy naramiennik kurtek munduru wyjściowego, wyjściowego letniego oraz płaszczy (sukienny i letni).

### Obuwie
Półbuty wykonane są z czarnej, naturalnej skóry. Przeznaczone wyłącznie dla żołnierzy-mężczyzn.
Botki zimowe oficerskie wykonane są z czarnej, naturalnej skóry licowej. Z boku but posiada zamek błyskawiczny pomocny przy zakładaniu. Jako ocieplenie zastosowano włókninę ocieplającą Thinsulate.
Półbuty damskie wykonane są z czarnej, naturalnej skóry. Jest to obuwie typu czółenko. Przeznaczone wyłącznie dla żołnierzy-kobiet.
Półbuty damskie do spodni wykonane z licowej skóry bydlęcej w kolorze czarnym. Jest to obuwie wsuwane z niską cholewką. Przeznaczone wyłącznie dla żołnierzy-kobiet.
Półbuty damskie galowe wykonane są z czarnej, naturalnej skóry. Jest to obuwie typu czółenko. Przeznaczone do noszenia wraz z mundurem wyjściowym lub galowym. Przeznaczone wyłącznie dla żołnierzy-kobiet.
Kozaki damskie wykonane są z czarnej, naturalnej skóry bydlęcej. W środku posiadają wyściółkę wykonaną z tkaniny ocieplającej. Dla ułatwienia wkładania, z boku umieszczony jest zamek błyskawiczny. Przeznaczone do noszenia wraz z mundurem wyjściowym lub galowym w okresie jesienno-zimowym. Przeznaczone wyłącznie dla żołnierzy-kobiet.

### Wycofane elementy umundurowania wyjściowego
Kapelusz damski – wycofany rozporządzeniem zmieniającym z dn. 12 lutego 2010.

## Zestawy przeznaczone dla mężczyzn

### Zestaw 1 (zima)
W skład zestawu wchodzi:
- Beret albo rogatywka[x]
- Kurtka munduru wyjściowego
- Spodnie munduru wyjściowego
- Koszula oficerska
- Krawat
- Płaszcz sukienny
- Szalik zimowy
- Rękawiczki zimowe
- Półbuty[y]
- Skarpetki

### Zestaw 2 (zima)
W skład zestawu wchodzi:
- Beret[x]
- Spodnie munduru wyjściowego
- Bluza olimpijka
- Koszula oficerska
- Krawat
- Płaszcz sukienny
- Szalik zimowy
- Rękawiczki zimowe
- Półbuty[y]
- Skarpetki

### Zestaw 3 (zima)
W skład zestawu wchodzi:
- Beret[x]
- Spodnie munduru wyjściowego
- Bluza olimpijka
- Koszula oficerska
- Krawat
- Kurtka wyjściowa
- Szalik zimowy
- Rękawiczki zimowe
- Półbuty[y]
- Skarpetki

### Zestaw 4 (zima)
W skład zestawu wchodzi:
- Beret[x]
- Spodnie munduru wyjściowego
- Sweter oficerski
- Koszula oficerska
- Kurtka wyjściowa
- Szalik zimowy
- Rękawiczki zimowe
- Półbuty[y]
- Skarpetki

### Zestaw 5 (zima)
W skład zestawu wchodzi:
- Beret albo rogatywka[x]
- Spodnie munduru wyjściowego
- Kurtka munduru wyjściowego
- Koszula oficerska
- Krawat
- Kurtka wiatrówka
- Szalik zimowy
- Półbuty[y]
- Skarpetki

### Zestaw 6 (lato)
W skład zestawu wchodzi:
- Beret albo rogatywka
- Spodnie munduru wyjściowego letniego
- Kurtka munduru wyjściowego letniego
- Koszula oficerska
- Krawat
- Płaszcz letni
- Szalik letni
- Rękawiczki letnie
- Półbuty
- Skarpetki

### Zestaw 7 (lato)
W skład zestawu wchodzi:
- Beret albo rogatywka
- Spodnie munduru wyjściowego letniego
- Kurtka munduru wyjściowego letniego
- Koszula oficerska
- Krawat
- Kurtka wiatrówka
- Półbuty
- Skarpetki

### Zestaw 8 (lato)
W skład zestawu wchodzi:
- Beret
- Spodnie munduru wyjściowego letniego
- Bluza olimpijka
- Koszula oficerska
- Krawat
- Kurtka wyjściowa[z]
- Półbuty
- Skarpetki

### Zestaw 9 (lato)
W skład zestawu wchodzi:
- Beret
- Spodnie munduru wyjściowego letniego
- Koszulo-bluza oficerska z krótkimi rękawami lub długimi rękawami
- Kurtka wiatrówka
- Półbuty
- Skarpetki
- Pasek skórzany oficerski

### Zestaw 10 (lato)
W skład zestawu wchodzi:
- Beret
- Spodnie munduru wyjściowego letniego
- Wiatrówka oficerska
- Kurtka wiatrówka
- Półbuty
- Skarpetki

Ponadto regulamin dozwala noszenie kurtki wiatrówki w okresie letnim i przejściowym we wszystkich zestawach w zależności od warunków atmosferycznych lub zamiast kurtki wyjściowej. Dopuszcza się, także noszenie swetra oficerskiego w okresie letnim w niskich temperaturach oraz w okresie przejściowym i letnim zezwala się na noszenie kurtki wyjściowej lub płaszczu letniego z rękawiczkami i szalikiem lub bez (w zależności od warunków atmosferycznych).

## Zestawy przeznaczone dla kobiet

### Zestaw 1 (zima)
W skład zestawu wchodzi:
- Furażerka[x]
- Kurtka munduru wyjściowego damskiego
- Spódnica lub spodnie munduru wyjściowego damskiego
- Płaszcz sukienny damski
- Krawat
- Koszula oficerska damska
- Szalik zimowy
- Rękawiczki zimowe
- Pończochy lub rajstopy
- Pasek skórzany oficerski
- Półbuty damskie[aa]

### Zestaw 2 (zima)
W skład zestawu wchodzi:
- Furażerka[x]
- Kurtka munduru wyjściowego damskiego
- Spódnica lub spodnie munduru wyjściowego damskiego
- Krawat
- Koszula oficerska damska
- Pończochy lub rajstopy
- Pasek skórzany oficerski
- Półbuty damskie[aa]

### Zestaw 3 (zima)
W skład zestawu wchodzi:
- Furażerka[x]
- Kurtka munduru wyjściowego damskiego
- Spódnica lub spodnie munduru wyjściowego damskiego
- Kurtka wyjściowa
- Krawat
- Koszula oficerska damska
- Szalik zimowy
- Rękawiczki zimowe
- Pończochy lub rajstopy
- Pasek skórzany oficerski
- Półbuty damskie[aa]

### Zestaw 4 (zima)
W skład zestawu wchodzi:
- Furażerka[x]
- Sweter oficerski
- Spódnica lub spodnie munduru wyjściowego damskiego
- Koszula oficerska damska
- Pończochy lub rajstopy
- Pasek skórzany oficerski
- Półbuty damskie[aa]

### Zestaw 5 (zima)
W skład zestawu wchodzi:
- Furażerka[x]
- Bluza olimpijka
- Spódnica lub spodnie munduru wyjściowego damskiego
- Krawat
- Koszula oficerska damska
- Pończochy lub rajstopy
- Pasek skórzany oficerski
- Półbuty damskie[aa]

### Zestaw 6 (zima)
W skład zestawu wchodzi:
- Furażerka[x]
- Bluza olimpijka
- Spódnica lub spodnie munduru wyjściowego damskiego
- Kurtka wyjściowa
- Krawat
- Koszula oficerska damska
- Szalik zimowy
- Rękawiczki zimowe
- Pończochy lub rajstopy
- Pasek skórzany oficerski
- Półbuty damskie[aa]

### Zestaw 7 (lato)
W skład zestawu wchodzi:
- Furażerka
- Sweter oficerski
- Spódnica lub spodnie munduru wyjściowego damskiego
- Kurtka wyjściowa
- Koszula oficerska damska
- Szalik letni
- Rękawiczki letnie
- Pończochy lub rajstopy
- Pasek skórzany oficerski
- Półbuty damskie

### Zestaw 8 (lato)
W skład zestawu wchodzi:
- Furażerka
- Kurtka munduru wyjściowego damskiego letniego
- Spódnica lub spodnie munduru wyjściowego damskiego letniego
- Płaszcz letni
- Koszula oficerska damska
- Krawat
- Szalik letni
- Rękawiczki letnie
- Pończochy lub rajstopy
- Pasek skórzany oficerski
- Półbuty damskie

### Zestaw 9 (lato)
W skład zestawu wchodzi:
- Furażerka
- Kurtka munduru wyjściowego damskiego letniego
- Spódnica lub spodnie munduru wyjściowego damskiego letniego
- Koszula oficerska damska
- Krawat
- Pończochy lub rajstopy
- Pasek skórzany oficerski
- Półbuty damskie

### Zestaw 10 (lato)
W skład zestawu wchodzi:
- Furażerka
- Bluza olimpijka
- Spódnica lub spodnie munduru wyjściowego damskiego letniego
- Koszula oficerska damska
- Krawat
- Pończochy lub rajstopy
- Pasek skórzany oficerski
- Półbuty damskie

### Zestaw 11 (lato)
W skład zestawu wchodzi:
- Furażerka
- Bluza olimpijka
- Spódnica lub spodnie munduru wyjściowego damskiego letniego
- Kurtka wyjściowa[z]
- Kurtka wiatrówka
- Koszula oficerska damska
- Krawat
- Szalik letni
- Rękawiczki letnie
- Pończochy lub rajstopy
- Pasek skórzany oficerski
- Półbuty damskie

### Zestaw 12 (lato)
W skład zestawu wchodzi:
- Furażerka
- Spódnica lub spodnie munduru wyjściowego damskiego letniego
- Kurtka wiatrówka
- Koszulo-bluza oficerska damska z krótkimi rękawami lub długimi rękawami
- Wiatrówka oficerska[ab]
- Pończochy lub rajstopy
- Pasek skórzany oficerski
- Półbuty damskie

Ponadto regulamin dozwala noszenie kurtki wiatrówki w okresie letnim i przejściowym we wszystkich zestawach w zależności od warunków atmosferycznych lub zamiast kurtki wyjściowej.

## Zasady noszenia oznak wojskowych na umundurowaniu wyjściowym

### Orły wojskowe
Na kołnierzu generalskich kurtek mundurowych oraz generalskiego płaszcza sukiennego umieszcza się znak orła generalskiego haftowanego srebrzystym bajorkiem. Korona, dziób i szpony haftowane są bajorkiem złocistym.
Natomiast na kołnierzu kurtek mundurowych oraz płaszcza sukiennego używanych przez Marszałka Polski umieszcza się znak orła Marszałka Polski haftowanego srebrzystym bajorkiem. Korona, dziób, szpony i głowice buław haftowane są bajorkiem złocistym.

### Oznaka przynależności państwowej
Na lewym rękawie ubiorów wyjściowych umieszcza się oznakę przynależności państwowej w postaci naszywki z godłem Rzeczypospolitej Polskiej (obowiązkowo podczas służby poza granicami kraju, w kraju opcjonalnie)

### Oznaki stopni wojskowych
Oznaki stopni wojskowych w Wojskach Lądowych na umundurowaniu wyjściowym są wyszyte nicią barwy matowosrebrzystej.
Oznaki stopni wojskowych nosi się na naramiennikach:
- płaszczy sukiennych i letnich
- kurtek mundurów wyjściowych
- olimpijek
- wiatrówek
- koszulo-bluz
- swetrów

W formie naszywki w kształcie prostokąta na lewej piersi:
- kurtek wyjściowych z podpinką
- kurtek wiatrówkach

### Oznaki korpusów osobowych
Oznaki korpusów osobowych (tzw. korpusówki) nosi się na kołnierzach płaszczów oraz kurtek mundurowych. Generałowie oraz Marszałek Polski zamiast korpusówek noszą znaki orłów generalskich i Marszałka Polski.

### Oznaki szkolne
Podchorążowie wyższych szkół wojskowych na umundurowaniu wyjściowym noszą oznaki szkolne (oznaki „AWL” lub „WAT”) na naramiennikach. Ponadto naramienniki obszywa się dokoła sznurkiem plecionym koloru matowosrebrnego średnicy 3 mm. Oprócz tego na zewnętrznej części mankietów rękawów kurtki wyjściowej naszywa się taśmy koloru matowosrebrnego szerokości 16 mm, oznaczające rok nauki.
Elewi szkół podoficerskich na naramiennikach bluz olimpijek i koszulo-bluz umieszczają oznakę „SP”.

### Oznaki rozpoznawcze
Oznaki rozpoznawcze jednostki nosi się na lewym (w batalionie reprezentacyjnym Wojska Polskiego na prawym) rękawie płaszczy sukiennych, kurtki munduru wyjściowego oraz bluz olimpijek.

### Oznaka identyfikacyjna z nazwiskiem
Oznakę identyfikacyjną z nazwiskiem nosi się nad klapką prawej górnej kieszeni kurtek mundurów wyjściowych. Na swetrze oficerskim oznakę identyfikacyjną nosi się po prawej stronie na środku na wysokości kieszeni.